# 멕시코울타리선인장
멕시코울타리선인장(白雲閣, Mexican Fencepost Cactus)은 Cactaceae족에 속한 선인장이다. 기둥처럼 생긴 줄기는 천천히 자라서 3.7m까지 자라며, 6.1m까지도 자라날 수 있다. 줄기의 두께는 10cm, 능의 높이는 13-18cm에 달한다. 가운데 가시의 길이는 1cm에 달하며 주변에 5-9개의 가시가 방사형으로 나있고 노란 색조를 띤다. 때로 가지를 떼어서 심어 울타리로 사용하기도 하는데, 다른 선인장들처럼 가시가 쓸데없이 크거나 위험하지 않기 때문이다.